# Schulthess Klinik
Die Schulthess Klinik ist eine Schweizer Orthopädieklinik in Zürich. Seit 1935 ist sie als gemeinnützige Stiftung eingetragen.

## Geschichte

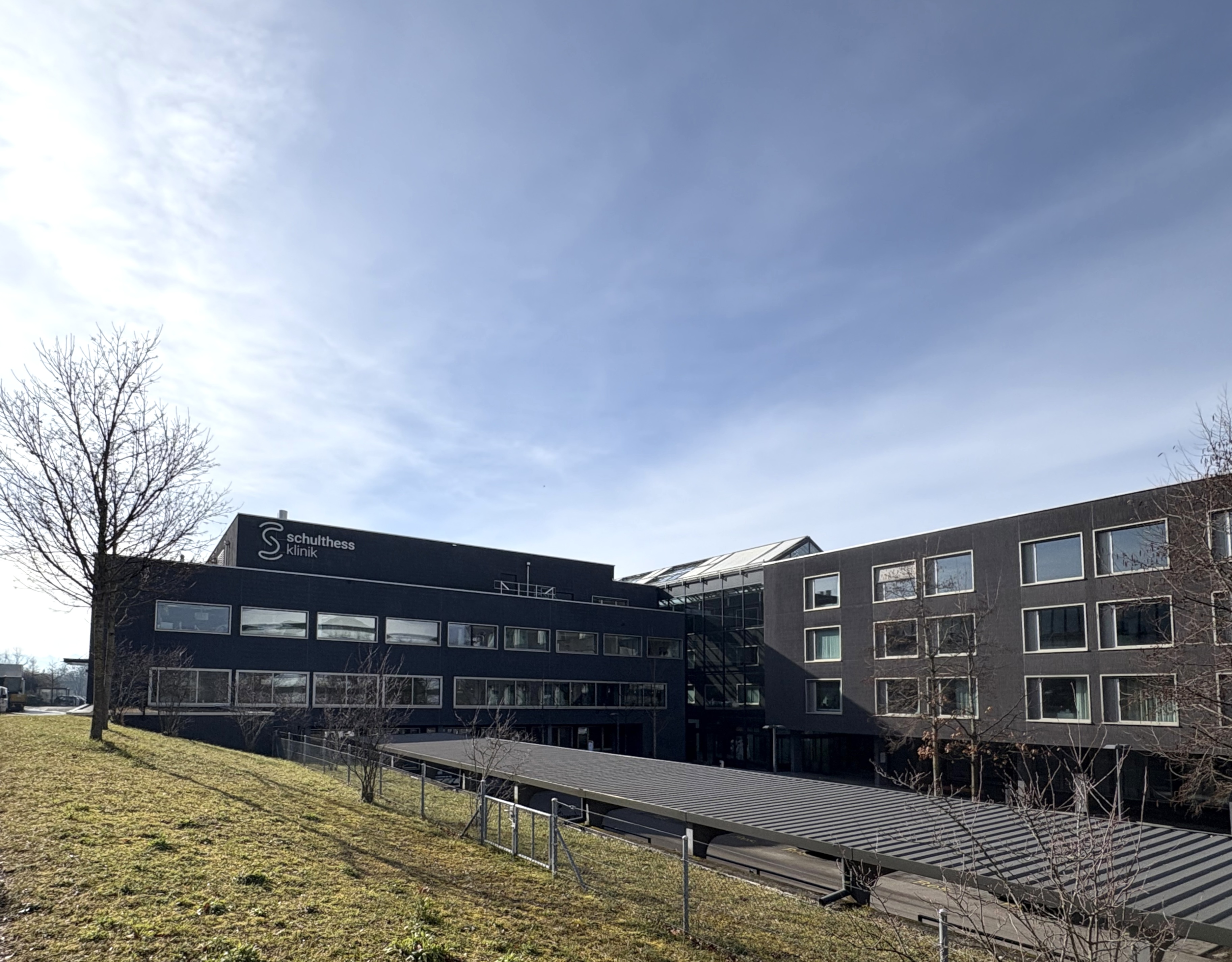
Schulthess Klinik, Februar 2025

Die Klinik wurde 1883 durch die Ärzte Wilhelm Schulthess und August Lüning als «Orthopädisches Institut» an der Zürcher Löwenstrasse gegründet und später zum heutigen Namen Schulthess Klinik umbenannt. 1896 zog das Orthopädische Institut in einen eigenen Neubau an der Neumünsterallee und wurde später in angrenzende Villen erweitert.
Nach einer finanziellen Schieflage spezialisierte sich die Schulthess Klinik 1962 durch den Arzt Norbert Gschwend auf orthopädische Chirurgie. 1985 bot die Gesundheitsdirektion des Kantons Zürich der Wilhelm-Schulthess-Stiftung öffentliches Bauland an der Lengghalde an. Seit 1995 befindet sich die Schulthess Klinik in einem Neubau an der Lengghalde 2.